# Альмолоя-де-Хуарес
Альмолоя-де-Хуарес (исп. Almoloya de Juárez) — муниципалитет в Мексике, входит в штат Мехико. Население — 110 591 человек.

## История
Город основан в 1892 году.